# Cristhian Pacheco

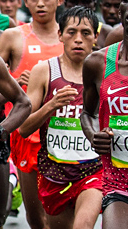
Marathon der Männer bei den Olympischen Sommerspielen 2016

Cristhian Simeón Pacheco Mendoza (* 26. Mai 1993 in Huancayo) ist ein peruanischer Leichtathlet, der sich auf den Langstreckenlauf spezialisiert hat.

## Sportliche Laufbahn
Cristhian Pacheco sammelte 2013 erste Wettkampferfahrung gegen die nationale Konkurrenz über 5000 Meter. Sein älterer Bruder Raúl Pacheco trat 2012 und 2016 beim Marathon bei den Olympischen Spielen an. Cristhian trat im März 2014 bei den Halbmarathon-Weltmeisterschaften an und belegte mit einer Zeit von 1:06:07 h den 85. Platz. Später im August gewann er die Silbermedaille über 10.000 Meter bei den Peruanischen U23-Meisterschaften. In dieser Disziplin trat er im Oktober bei den U23-Meisterschaften Südamerikas in Uruguay an und wurde Achter. 2015 steigerte er sich beim Halbmarathon von Lima auf eine Zeit von 1:03:40 h. 2016 bestritt er in Rotterdam zum ersten Mal einen Marathon und belegte mit einer Zeit von 2:12:16 h den achten Platz. Damit war er, wie sein Bruder, für die Olympischen Sommerspiele in Rio de Janeiro qualifiziert. Er belegte in 2:18:41 h den 52. Platz. 2017 gewann Pacheco mit persönlicher Bestzeit von 29:18,86 min über 10.000 Meter seinen ersten nationalen Meistertitel. 2020 und 2021 kamen zwei weitere Titel über 10.000 Meter dazu. 2020 zudem ein weiterer über 5000 Meter. Im Juni 2017 trat er in Paraguay über 10.000 Meter bei den Südamerikameisterschaften an, konnte das Rennen allerdings nicht beenden. 2018 trat Pacheco im März zum zweiten Mal bei den Halbmarathon-Weltmeisterschaften an und stellte in Valencia seine persönliche Bestzeit von 1:03:15 h. Im Vergleich zu 2014 verbesserte er sich auf den 50. Platz. Im September belegte er mit neuer Bestzeit von 2:11:19 h den dritten Platz beim Marathon von Buenos Aires.
2019 trat Pacheco in der Heimat zum ersten Mal bei den Panamerikanischen Spielen an und konnte mit neuer Bestzeit und peruanischem Rekord von 2:09:31 h die Goldmedaille gewinnen. Damit quqlaifizierte er sich zudem für die Olympischen Sommerspiele in Tokio. Sein Traum stellt der Gewinn einer Medaille dar. In Vorbereitung auf die Spiele brach 2020 der Kontakt zu seinem mexikanischen Trainer Rodolfo Gómez ab, woraufhin sein Bruder ihn zunächst betreute. Den Marathon, der wegen der klimatischen Bedingungen in Sapporo ausgetragen wurde, absolvierte er Anfang August in 2:22:12 h und belegte damit im Ziel den 60. Platz. Im Februar 2023 belegte er mit einer neuen Bestzeit von 2:07:38 h den elften Platz beim Sevilla-Marathon.

## Wichtige Wettbewerbe
| Jahr             | Veranstaltung                    | Ort              | Platz            | Disziplin        | Zeit             |
| Startet für Peru | Startet für Peru                 | Startet für Peru | Startet für Peru | Startet für Peru | Startet für Peru |
| ---------------- | -------------------------------- | ---------------- | ---------------- | ---------------- | ---------------- |
| 2014             | Halbmarathon-Weltmeisterschaften | Kopenhagen       | 85.              | Einzel           | 1:06:07 h        |
| 2014             | U23-Südamerikameisterschaften    | Montevideo       | 8.               | 10.000 m         | 32:20,71 min     |
| 2016             | Olympischen Sommerspiele         | Rio de Janeiro   | 52.              | Marathon         | 2:18:41 h        |
| 2017             | Südamerikameisterschaften        | Asunción         |                  | 10.000 m         | DNF              |
| 2018             | Halbmarathon-Weltmeisterschaften | Valencia         | 50.              | Einzel           | 1:03:15 h        |
| 2019             | Panamerikanische Spiele          | Lima             | 1.               | Marathon         | 2:09:31 h        |
| 2021             | Olympische Sommerspiele          | Tokio            | 60.              | Marathon         | 2:22:12 h        |

## Persönliche Bestleistungen
Freiluft
- 5000 m: 14:00,28 min, 17. April 2021, Lima
- 10.000 m: 29:18,86 min, 28. Mai 2017, Lima
- Halbmarathon: 1:03:15 h, 24. März 2018, Valencia
- Marathon: 2:07:38 h, 19. Februar 2023, Sevilla, (peruanischer Rekord)

## Sonstiges
Cristhian Pacheco studiert Psychologie an der Universität seiner Heimatstadt Huancayo. Er lebt im Stadtteil Chilca und trainiert im Estadio Coto Coto.